# Magava multilinea
Magava multilinea är en fjärilsart som beskrevs av Walker 1865. Magava multilinea ingår i släktet Magava och familjen tandspinnare. Inga underarter finns listade i Catalogue of Life.